# Montreal WCT
Il Montreal WCT è stato un torneo di tennis facente parte del World Championship Tennis giocato nel 1972 a Montréal in Canada.

## Albo d'oro

### Singolare
| Anno | Vincitore   | Finalista   | Punteggio          |
| ---- | ----------- | ----------- | ------------------ |
| 1972 | Arthur Ashe | Roy Emerson | 6–1, 3–6, 6–2, 7–5 |

### Doppio
| Anno | Vincitori               | Finalisti                | Punteggio     |
| ---- | ----------------------- | ------------------------ | ------------- |
| 1972 | Tom Okker Marty Riessen | Robert Maud Ken Rosewall | 6–1, 4–6, 7–6 |